# Neutrale Zone (Jordanië en Saoedi-Arabië)
De Neutrale Zone is het grensgebied in geschil tussen Saoedi-Arabië en Jordanië.
De Neutrale Zone behoort tot de Hasjemieten tot een van de twee nationale territoria. Beide landen mochten de zone niet militariseren, maar de nomaden van beide landen konden vrijelijk gebruik maken van de weiden en hulpbronnen van de Neutrale Zone. In 1938 tekenden beide landen een overeenkomst over gezamenlijk bestuur van het gebied.